# قائمة الإضرابات في فلسطين
على مدار تاريخ فلسطين، حدثت عدد من الإضرابات، والنزاعات العمالية، وإضرابات الطلاب، والإضرابات عن الطعام، وغيرها من الإجراءات الصناعية.

## التاريخ
الإضراب العمالي هو توقف العمل بسبب رفض الموظفين الجماعي للعمل. يمكن أن يشمل ذلك الإضرابات غير المنظمة، والتي تتم دون ترخيص نقابي، وإضرابات التباطؤ، حيث يقلل العمال من إنتاجيتهم بينما لا يزالون يؤدون الحد الأدنى من واجبات العمل. وهو عادة ما يكون ردا على شكاوى الموظفين، مثل الأجور المنخفضة أو ظروف العمل السيئة. يمكن أن تحدث الإضرابات أيضًا لإظهار التضامن مع العمال في أماكن عمل أخرى أو للضغط على الحكومات لتغيير السياسات.

## القرن العشرين

### ثلاثينيات القرن العشرين
- أعمال الشغب في فلسطين عام 1933
- الإضراب العام العربي، في عام 1936، جزء من الثورة العربية في فلسطين 1936-1939.

### أربعينيات القرن العشرين
- الإضراب العام في فلسطين عام 1946
- أعمال شغب القدس عام 1947

### الستينيات
- احتجاجات الشباب الفلسطيني في فبراير 1969، سلسلة من الاحتجاجات بما في ذلك الإضرابات والإضرابات المدرسية، قادها الشباب في فلسطين في أعقاب أعمال شغب قامت بها طالبات المدارس في قطاع غزة واشتبكن مع القوات الإسرائيلية.[1][2][3][4]

### سبعينيات القرن العشرين
- إضراب عام في غزة في أغسطس 1971، إضراب عام في قطاع غزة ضد هدم المنازل بالجرافات الإسرائيلية في غزة.[5][6]
- أول إضراب عام سنوي في فلسطين بمناسبة يوم الأرض في مارس 1976.
- 1976 احتجاجات ضريبة القيمة المضافة الإسرائيلية، احتجاجات بما في ذلك الإضرابات في إسرائيل ضد إدخال ضريبة القيمة المضافة وفي فلسطين ضد فرض الضريبة في الأراضي الفلسطينية المحتلة.[7][8][9]

### ثمانينيات القرن العشرين
- أعلن في مارس 1980 الإضراب العام في الضفة الغربية احتجاجا على خطوة الحكومة الإسرائيلية للسماح بتسوية إسرائيلية في مدينة الخليل.[10]
- يونيو 1980 الإضراب العام في الضفة الغربية، احتجاجا على تفجيرات الضفة الغربية (يونيو 1980) تحت الأرض اليهودية الذي أصيب رئيس بلدية نابلس  (بسام شاكا) والمدير رام الله كريم خلف. [11][12]
- 1980-81 إضراب المعلمين في الضفة الغربية من قبل المعلمين الفلسطينيين العاملين في الضافة الغربية الذين يطالبون بزيادة الأجور لتطابق أجورهم بأجور المعلمين في إسرائيل.[13]
- 1981 الاحتجاجات الفلسطينية نوفمبر-ديسمبر 1981 إضراب من قبل الطلاب في جامعة بيرزييت في الضفة الغربية احتجاجا على مضايقة القوات الإسرائيلية للطلاب.[14]
- إضراب عام في غزة في ديسمبر 1981، إضراب شامل في قطاع غزة ردا على الخطط الإسرائيلية لإعادة تنظيم الحكومة العسكرية التي تشرف على الاحتلال. [15][16][17]
- الإضراب العام الفلسطيني (مارس 1982) في الضفة الغربية الإضراب عام في الضفة الأربعية بعد إقالة حكومة الاحتلال الإسرائيلية للمدراء الفلسطينيين القوميين المنتخبين في الضفة. [18][19][20]
- اعتصاب عام يوم واحد في أبريل 1982 في 15 بلدا ذات أغلبية مسلمة دعا إليه الملك خالد من المملكة العربية السعودية بعد أن قتل أحد أفراد الجيش الإسرائيلي اثنين في هجوم على قبة الصخرة. [21][22]
- 1982 اعتصاب جامعة بيت لحم من قبل طلاب جامعة بيت الحم في الضفة الغربية بعد خطوة الجيش الإسرائيلي لترحيل ثمانية أساتذة بريطانية وأمريكية رفضوا التوقيع على تعهدات تقول أنهم لن "يعطون أي خدمات مباشرة أو غير مباشرة ستساعد أو تدعم ما يسمى منظمة تحرير فلسطين أو أي منظمة عدائية أخرى". [23][24]
- إضراب جوع السجناء الفلسطينيين عام 1984، إضراب جُوع لمدة 10 أيام من قبل الفلسطينيين الذين سجنتهم إسرائيل في سجن الجنايد في نابلس بسبب ظروف السجن. [25][26][27]
- 1986 إضراب جامعة بيرزيت إضراب لمدة شهرين من قبل أعضاء هيئة التدريس في جامعة بيرزييت بسبب خفض الأجور.[28]
- احتجاجات جامعة بيرزيت (ديسمبر 1986) الإضراب عام في الضفة البحرية بعد قتل طلاب جامعة بيرزيت من قبل القوات الإسرائيلية أثناء احتجاجهم على حظر طريق في الحرم الجامعي.[29]
- الاضطرابات الفلسطينية (فبراير 1987) بما في ذلك الضربات، بعد استخدام الجنود الإسرائيليين لذخيرة حية لتفريق مظاهرة عقدت في مخيم بالاتا.
- الانتفاضة الأولى بما فيها الضربات، ضد الاحتلال الإسرائيلي لفلسطين
- إضراب ضريبي في بيت ساحور الإضراب الضريبي من قبل سكان بيت ساحور في عامي 1988 و 1989، جزء من الانتفاضة الأولى.

### التسعينيات
- إضراب الأسرى الفلسطينيين عن الطعام عام 1992، إضراب عن الطعام شنه الفلسطينيون المسجونون لدى إسرائيل للمطالبة بتحسين ظروف السجن.
- إضراب الأسرى الفلسطينيين عن الطعام (1995)، إضراب عن الطعام قام به فلسطينيون مسجونون لدى إسرائيل للمطالبة بالإفراج عن السجناء السياسيين.[30][31][32]
- مارس 1997 إضراب عام فلسطيني، إضراب عام في فلسطين بسبب موافقة الحكومة الإسرائيلية على بناء مستوطنات في جبل أبو غنيم.[33]
- إضراب المعلمين الفلسطينيين عام 1997، إضراب لمدة ثلاثة أسابيع بسبب الأجور.[34]

## القرن الحادي والعشرين

### العقد الأول من القرن الحادي والعشرين
- إضراب المعلمين الفلسطينيين عام 2006، إضراب المعلمين لمدة شهرين بسبب عدم دفع أجورهم.[35][36][37]
- إضراب الأطباء في غزة عام 2007، إضراب العاملين في المجال الطبي في قطاع غزة بعد سيطرة حماس على قطاع غزة.[38][39]

- الاحتجاجات الفلسطينية 2011-2012، بما في ذلك الإضرابات.
- إضراب الأونروا 2013-2014، إضراب استمر لأكثر من شهرين من قبل موظفي الأونروا بسبب الأجور.[40][41]
- إضراب كراج زرفاتي 2014، إضراب العمال الفلسطينيين في كراج زرفاتي في مستوطنة ميشور أدوميم الإسرائيلية بسبب الحق في تكوين النقابات.[42][43]
- إضراب الأسرى الفلسطينيين عن الطعام عام 2017[44][45]

### عشرينيات القرن الحادي والعشرين
- إضراب المعلمين الفلسطينيين 2023.[46][47]
- اضطرابات الضفة الغربية في يوليو 2024